# Emerson Whithorne
Emerson Whithorne, cognome di nascita Whittern (Cleveland, 6 settembre 1884 – Lyme, 25 marzo 1958), è stato un compositore e musicologo statunitense.

## Biografia
Emerson Whithorne è stato un compositore degno di nota ed un ricercatore nella storia della musica. Aveva la reputazione di essere un'autorità relativamente alla musica cinese.
Whithorne era pianista già all'età di quindici anni. Studiò con Theodor Leschetizky e Robert Fuchs a Vienna e dal 1905 al 1907 con Artur Schnabel a Berlino. Visse a Londra come insegnante e critico musicale fino al 1915. The Times riportò che Whithorne era stato processato per aver suonato il pianoforte in orari insoliti. Nel novembre del 1913 vinse il caso portato dal proprietario del suo appartamento di South Kensington.
In seguito lavorò in una rivista d'arte a St. Louis fino al 1920 e quindi visse come compositore freelance a New York.

## Lavori
Ha composto due sinfonie e cinque poesie sinfoniche, i brani orchestrali The Rain, The Aeroplan e New York at Night, un concerto per pianoforte e violino, musica da camera, canzoni, balletti e musica drammatica.
Whithorne era sposato con Ethel Leginska.